# 新港城

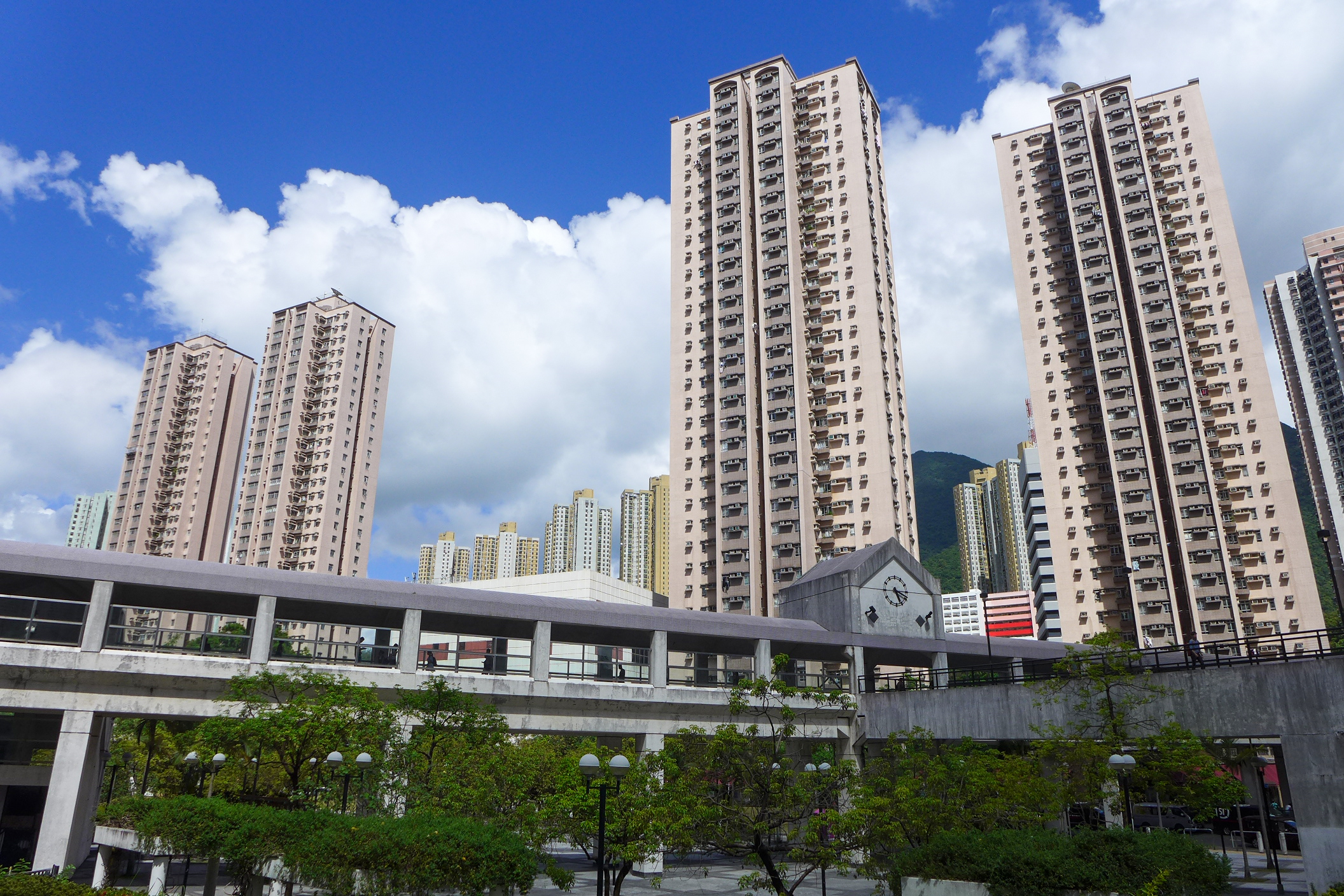
新港城2期（左）和1期（右）

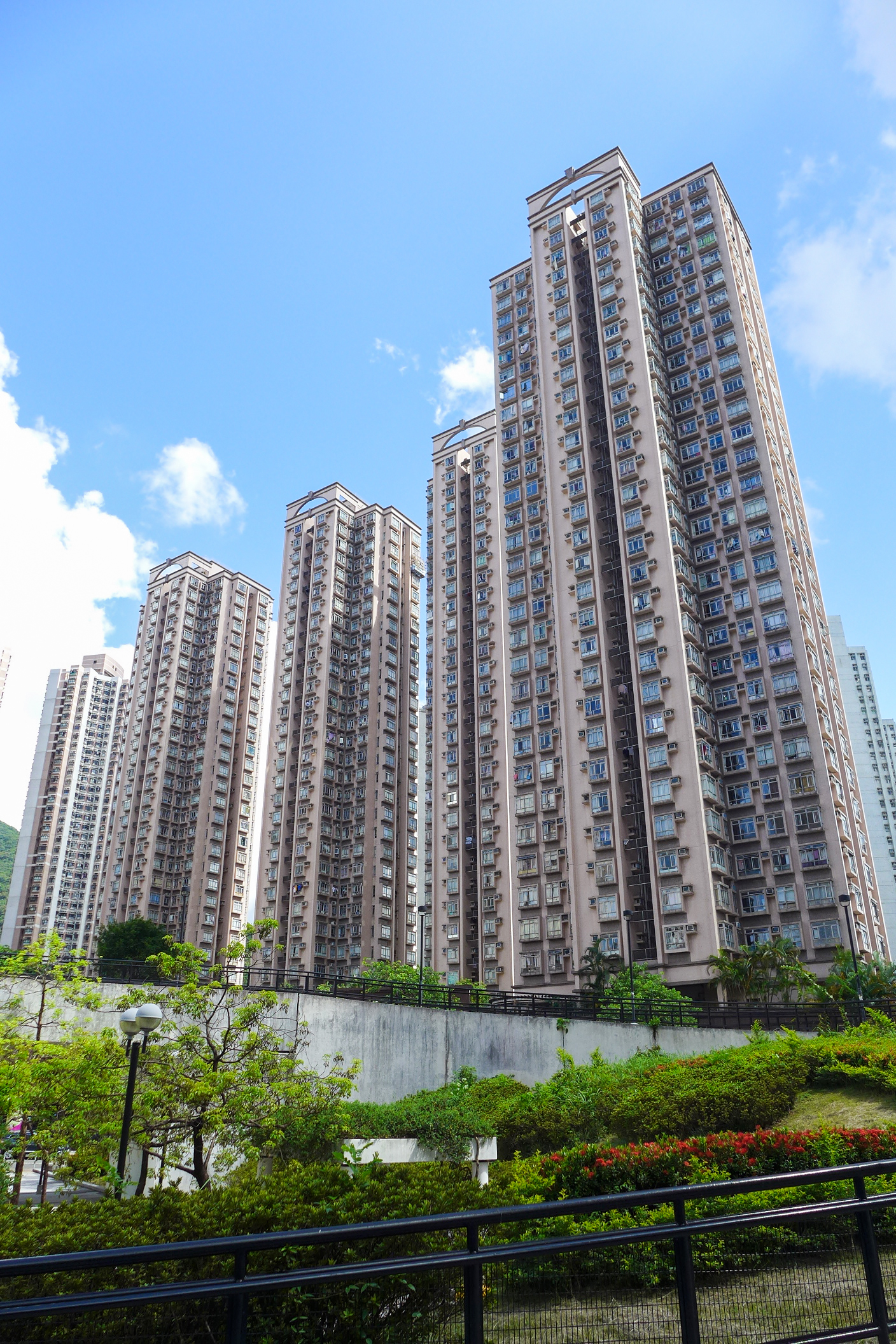
新港城3期

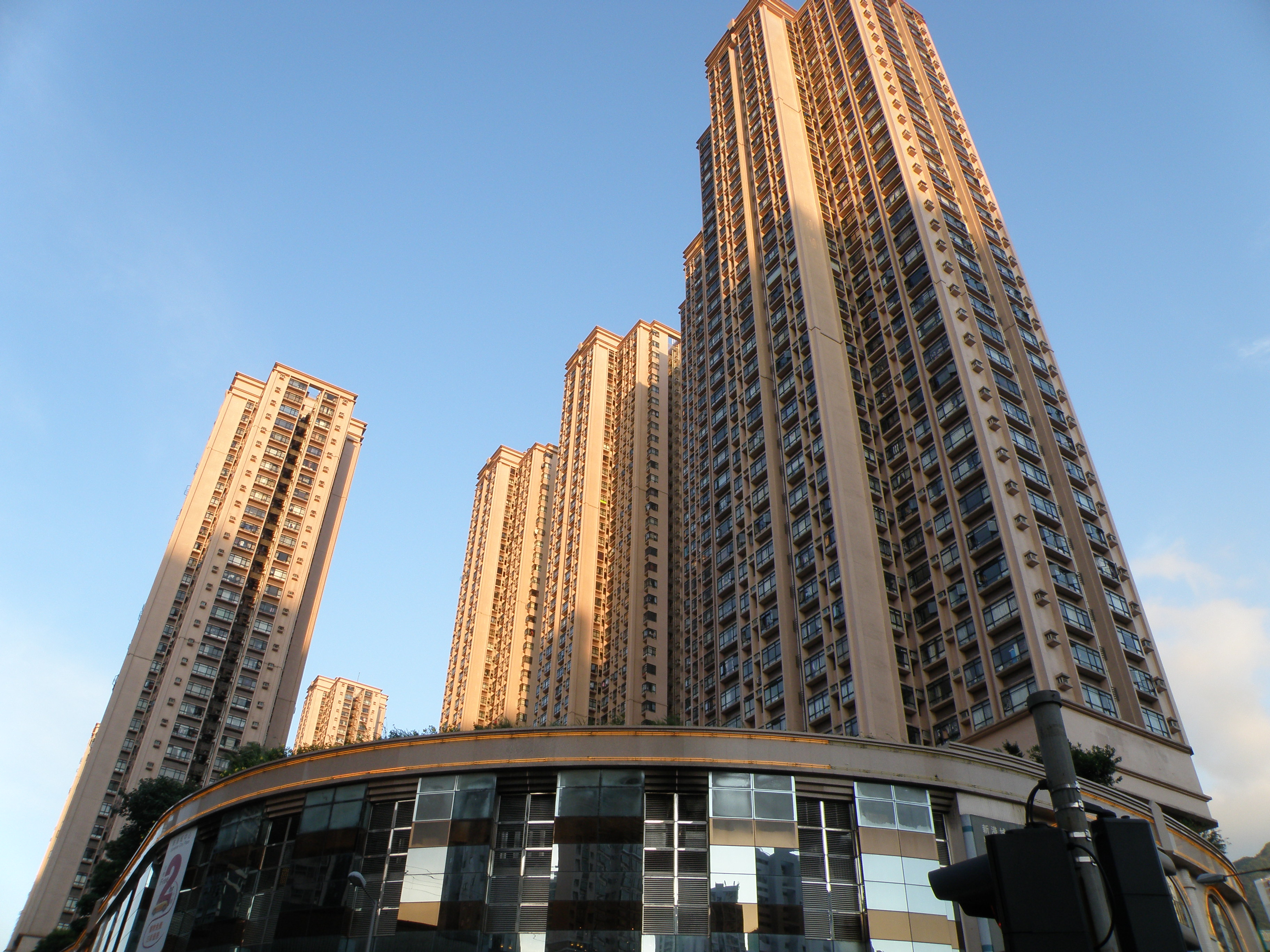
近攝新港城4期

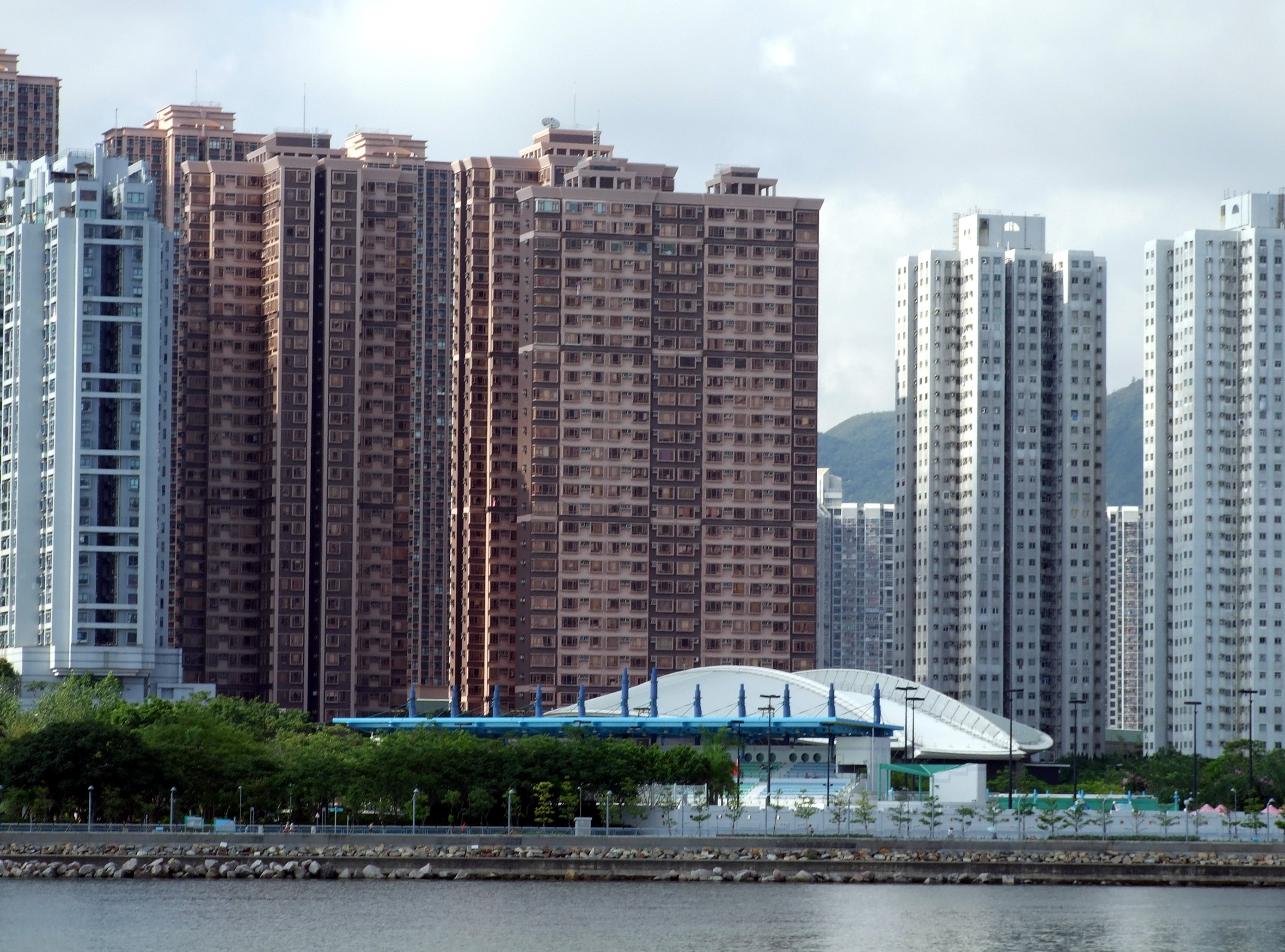
海濤居

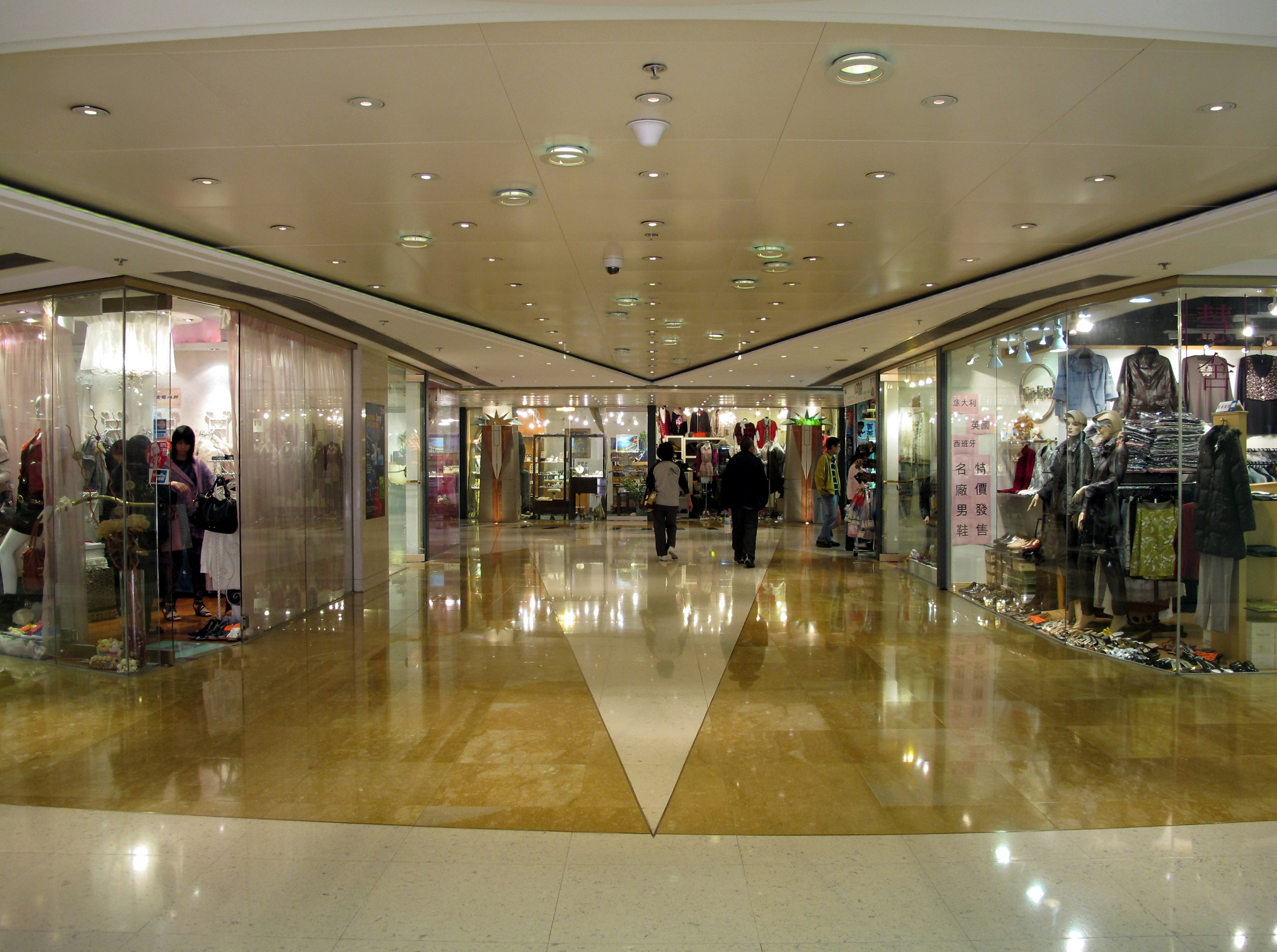
新港城廣場（2010年）

新港城（英語：Sunshine City）是香港新界沙田區馬鞍山私人屋苑，位於馬鞍山市中心，由多個零散地段所組成，為馬鞍山區內規模最大私人住宅項目，由恆基兆業地產發展。屋苑第1及5期由李景勳建築師事務所設計，第2期由王戴建築師事務所設計，第四期則由伍振民建築師事務所設計，並於1992年至1996年分5期落成及入伙，共有20座住宅樓宇，提供4,760個住宅單位。第1及第2期所有單位不設窗台。新港城樓價經歷過高低起跌，於1997年高峰期二手呎價見6,579元，及後樓市泡沫爆破，1年間樓價跌幅逾80%，其後屋苑成交呎價反覆向下，於2003年沙士時期低見2,104元。

## 屋苑資料
- 住宅座數：20座
- 各座所屬期數：
  - 第1期：A, B（1992年入伙）
  - 第2期：C, D（1993年入伙）
  - 第3期：N, P, Q, R（1994年入伙）
  - 第4期：E, F, G, H, J, K, L, M（1994年入伙）
  - 第5期 - 海濤居：1, 2, 3, 4（1996年入伙）
- 單位總數：4,765個

### 第1期
第1期位於鞍誠街18號，設兩座樓高30層住宅，合共提供480伙單位，於1992年2月入伙。基座樓高3層，地下設有多間地產代理及茶餐廳、停車場出入口、住宅大堂入口；1樓為月租停車場；2樓為住宅平台。

### 第2期
第2期位於鞍誠街22號，設兩座樓高30層住宅，合共提供480伙單位，於1993年2月入伙。基座樓高3層，地下設有多間茶餐廳、美容中心、洗衣店及髮廊、停車場出入口、住宅大堂入口；1樓為月租停車場；2樓為住宅平台。

### 第3期
第3期位於鞍誠街8號，設四座樓高29層住宅，合共提供929伙單位，於1994年1月入伙。基座樓高3層，地庫為時租停車場、地下設多間兒童學習中心、補習社、美容中心、麵包店、7-11便利店、多間茶餐廳、以至停車場出入口；1樓為酒樓及月租停車場；2樓為住宅平台和行人通道通往第四期行人天橋。

### 第4期
第4期位於鞍祿街18號，為規模最大的一期，位置亦是最佳。設八座樓高30層至43層住宅，提供2,256伙單位，於1994年12月入伙，部分高層的單位可享有海景。
基座大型商場新港城中心為項目重心，為馬鞍山區最大的商場，其住宅平台設施種類數量皆為項目中最多。地下設「新港城街市」、住宅升降機入口大堂、馬鞍山市中心巴士總站、的士站、上落客區、馬鞍山郵政局、民政事務署、貨物裝卸區﹙穿梭巴士總站﹚及停車場出入口。1樓設停車場；2樓3樓為大型商場，其中2樓設多條行人天橋連接馬鞍山站A出口、馬鞍山廣場、富輝花園平台、第1至5期部份及鞍誠街公園。
4樓為住宅平台及住客會所，設施包括健身室、兒童遊樂場、遊樂場、游泳池、壁球室、模擬駕駛室和蒸氣浴室。

### 第五期「海濤居」
第五期位於西沙路628號，稱為海濤居（英語：The Tolo Place），設四座樓高28層至33層住宅，合共提供616伙單位，於1996年10月入伙。基座樓高3層，地下為地舖、小花園和停車場出入口；1樓為停車場；2樓為新港城中心（五期）（舊名新港城廣場）商場，最大租戶為朗思國際幼稚園，其他租戶以兒童學習中心、補習社、銀行、 餐廳、琴行及小型書店為主，設行人天橋連接新港城中心及福安花園；3樓為住宅平台，設兒童遊樂場及水景設施。
海濤居是新港城眾多期數中規模最小，但是售價較其他期數為高，不單因為其戶型大，另一重要因素是其享有無遮檔海景。屋苑距海岸線不遠，前臨廣闊的馬鞍山公園，視線不受阻擋，且是新港城各期數中唯一擁有全海景戶的物業。
| 座數 | 層數 | 每層伙數 | 單位數目 |
| ---- | ---- | -------- | -------- |
| 1座  | 28層 | 2伙      | 56伙     |
| 2座  | 28層 | 2伙      | 56伙     |
| 3座  | 30層 | 8伙      | 240伙    |
| 4座  | 33層 | 8伙      | 264伙    |

### 會所
屋苑設1個會所，其中4期會所基本上供各期住戶共用，但1、2、3及5期住戶需購買會籍才可享用會所設施。

## 著名住客
- 徐榮
- 阮民安 （海濤居）

## 社區設施
鄰近有馬鞍山診所、鞍祿街公園、馬鞍山運動場及馬鞍山公園。

## 外部連結
- 新港城中心 （页面存档备份，存于）
- 新港城中心:2009年8月，玩轉港產玩具60年
- . （原始内容存档于1997-02-28） （中文（香港））.

1. ↑  . 中原地產.   [2015-11-23]. （原始内容存档于2015-11-24）.（繁體中文）